# Шелест бамбукового гаю
Шелест бамбукового гаю — книга українського журналіста Станіслава Асєєва, яка вийшла в світ 2022 року. У цій книзі автор пропонує ліричний твір, який ніби виринає з позачасового простору.

## Опис
Попри те, що книга містить у собі автобіографічні твори та есеї з 2011 по 2021 рік, починається вона з казки. Також у книзі подано щоденник автора, який він вів у 2014-2016 роках. Автор крок за кроком, поступально висвітлював власні емоції та думки, які в нього виникали через події, які відбувались у Донецьку.

## Підтримка
Книга була видана за підтримки українського PEN.

## Історія написання
Частину даних автор подав, ще з початку подій 2011 року, іншу, пережиту ліричну частину та щоденники, вже після перебування у полоні.